# Дезио

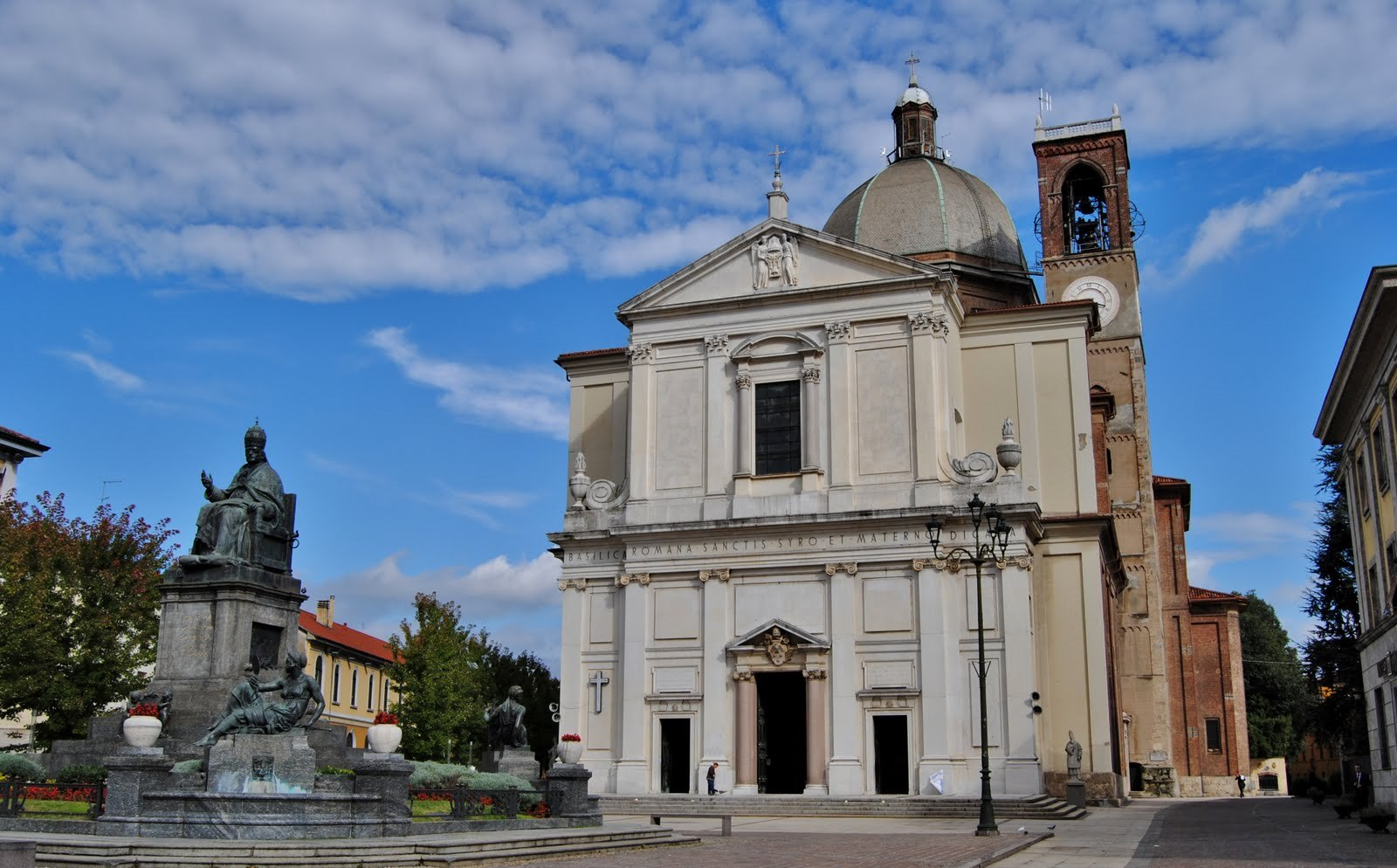
Дезио: базилика свв. Сира и Матерна

Де́зио (итал. Desio, ломб. Desi, местн. Dés, лат. Decium, Decimus ab Urbe Lapis) — город в Италии, в провинции Монца-э-Брианца области Ломбардия.
Население составляет 37 262 человека (на 2004 г.), плотность населения — 2489 чел./км². Занимает площадь 14 км². Почтовый индекс — 20033. Телефонный код — 0362.
Покровителями коммуны почитаются Пресвятая Богородица (Дева Мария Розария) и святой Сир из Павии, празднование в понедельник после первого воскресения октября.

## Знаменитые уроженцы
- Семья Гавацци